# باغودة سوكغاتاب
باغودة سوكغاتاب (بالكورية: 석가탑) هي باغودة حجرية في كوريا الجنوبية، واختيرت لتكون الكنز الوطني لكوريا الجنوبية رقم 21، وذلك في 12 ديسمبر 1962. اسمها كاملاً هو «ساكيامُني يورايسانغجُسولبوب تاب» ويشار إليها أيضاً بعدة أسماء مثل «الباغودة عديمة الظل» أو «بلغكسا سامتشُنغ سوكتاب» (وحرفياً تعني: باغودة الطبقات الثلاث الحجرية في بلغكسا).
ارتفاع الباغودة 8.2 متر تقريباً في مقابلة باغودة دابوتاب داخل حرم معبد بلغكسا في غيونغجو في كوريا الجنوبية. اكتمل بناء الباغودة في سنة 751 مع اكتمال المعبد.

## روابط خارجية
- "Asian Historical Architecture". Bulguksa Temple. مؤرشف من الأصل في 2016-03-03. اطلع عليه بتاريخ 2006. {{استشهاد ويب}}: تحقق من التاريخ في: |تاريخ الوصول= (مساعدة)

"Cultural Heritage Online". Seokgatap. مؤرشف من الأصل في 2019-12-13. اطلع عليه بتاريخ 2006. {{استشهاد ويب}}: تحقق من التاريخ في: |تاريخ الوصول= (مساعدة)